# Avidagos
Avidagos is een plaats (freguesia) in de Portugese gemeente Mirandela en telt 325 inwoners (2001).